# 中华之剑
《中华之剑》是一部由中国国家禁毒委员会、公安部和中央电视台制作的禁毒题材纪录片， 该片于1995年6月26日在中央电视台首播。

## 剧集列表
- 第一集：失乐园
- 第二集：谁之罪
- 第三集：剑之威（上）
- 第四集：剑之威（下）
- 第五集：剑之光
- 第六集：剑之魂
- 第七集：再造方舟
- 第八集：共同的期待